# Том Браун (тенісист)
Том Браун (англ. Tom Brown; 26 вересня 1922 — 27 жовтня 2011) — колишній американський тенісист.
Найвищу одиночну позицію світового рейтингу — 7 місце досяг 1946 року (за даними П'єра Жіллу).
Здобув 34 одиночні титули.
Перемагав на турнірах Великого шолома в парному та змішаному парному розрядах.
Завершив кар'єру 1969 року.

## Фінали турнірів Великого шолома

### Одиночний розряд (2 поразки)
| Результат | Рік  | Турнір                     | Покриття | Суперник     | Рахунок       |
| --------- | ---- | -------------------------- | -------- | ------------ | ------------- |
| Поразка   | 1946 | Національний чемпіонат США | Трава    | Джек Креймер | 7–9, 3–6, 0–6 |
| Поразка   | 1947 | Вімблдонський турнір       | Трава    | Джек Креймер | 1–6, 3–6, 2–6 |

### Парний розряд (1–2)
| Результат | Рік  | Турнір               | Покриття | Партнер        | Суперники                   | Рахунок            |
| --------- | ---- | -------------------- | -------- | -------------- | --------------------------- | ------------------ |
| Перемога  | 1946 | Вімблдонський турнір | Трава    | Джек Креймер   | Джефф Браун Дінні Пейлс     | 6–4, 6–4, 6–2      |
| Поразка   | 1947 | Чемпіонат Франції    | Ґрунт    | Біллі Сідвелл  | Юстас Фаннін Ерік Стерджесс | 4–6, 6–4, 4–6, 3–6 |
| Поразка   | 1948 | Вімблдонський турнір | Трава    | Гарднар Маллой | Джон Бромвіч Френк Седжмен  | 7–5, 5–7, 5–7, 7–9 |

### Мікст (2–1)
| Результат | Рік  | Турнір                     | Покриття | Партнер     | Суперники                          | Рахунок  |
| --------- | ---- | -------------------------- | -------- | ----------- | ---------------------------------- | -------- |
| Перемога  | 1946 | Вімблдонський турнір       | Трава    | Луїз Браф   | Дороті Чені Джефф Браун            | 6–4, 6–4 |
| Поразка   | 1946 | Чемпіонат Франції          | Ґрунт    | Дороті Чені | Полін Бетц Бадж Петті              | 5–7, 7–9 |
| Перемога  | 1948 | Національний чемпіонат США | Трава    | Луїз Браф   | Маргарет Осборн Дюпон Білл Талберт | 6–4, 6–4 |